# Viktor Kalisch
Viktor Kalisch (4 de dezembro de 1902 — 21 de julho de 1976) foi um canoísta  austríaco especialista em provas de velocidade.

## Carreira
Foi vencedor da medalha de prata em K-2 10 000 m em Berlim 1936, junto com o colega de equipa Karl Steinhuber.